# آندره پیلت
آندره پیلت (انگلیسی: André Pilette؛ زادهٔ ۶ اکتبر ۱۹۱۸ در پاریس، فرانسه – درگذشتهٔ ۲۷ دسامبر ۱۹۹۳ در ایتربیئک بلژیک)، فرزند رانندهٔ مسابقات ایندی ۵۰۰، تئودور پیلت، و رانندهٔ مسابقات اتومبیل‌رانی فرمول یک اهل بلژیک بود. او با ورود به مسابقات فرمول یک در ۱۷ ژوئن ۱۹۵۱، در ۱۴ گراند پری مسابقات جهانی فرمول یک شرکت کرد و موفق به کسب ۲ امتیاز شد. پسر او تدی پیلت نیز در مسابقات اتومبیل‌رانی شرکت کرد، اما مدت فعالیت او در فرمول یک کوتاه‌تر از پدرش بود.

## نتایج کامل در مسابقات جهانی فرمول یک
(کلید)
| سال   | تیم             | شاسی               | موتور            | ۱           | ۲          | ۳        | ۴          | ۵          | ۶          | ۷            | ۸            | ۹       | ۱۰            | قهرمانی رانندگان | امتیاز |
| ----- | --------------- | ------------------ | ---------------- | ----------- | ---------- | -------- | ---------- | ---------- | ---------- | ------------ | ------------ | ------- | ------------- | ---------------- | ------ |
| ۱۹۵۱  | اکوری بلژیک     | لاگو-تالبوت تی۲۶سی | تالبوت ۶-خطی     | سوئیس       | ۵۰۰        | بلژیک ۶  | فرانسه     | بریتانیا   | آلمان      | ایتالیا      | اسپانیا      |         |               | ر.ن.             | ۰      |
| ۱۹۵۳  | اکوری بلژ       | کاناوت ای تایپ     | لی-فرانسیس ۴-خطی | آرژانتین    | ۵۰۰        | هلند     | بلژیک ر.ن. | فرانسه     | بریتانیا   | آلمان        | سوئیس        | ایتالیا |               | ر.ن.             | ۰      |
| ۱۹۵۴  | اکیپ گوردینی    | گوردینی تیپ ۱۶     | گوردینی ۶-خطی    | آرژانتین    | ۵۰۰        | بلژیک ۵  | فرانسه     | بریتانیا ۹ | آلمان ب.   | سوئیس        | ایتالیا      | اسپانیا |               | نوزدهم           | ۲      |
| ۱۹۵۶  | اکیپ گوردینی    | گوردینی تیپ ۳۲     | گوردینی ۸-خطی    | آرژانتین    | موناکو ۶ * | ۵۰۰      |            |            |            | آلمان ع.ش.   | ایتالیا      |         |               | ر.ن.             | ۰      |
| ۱۹۵۶  | اسکودریا فراری  | لانچیا دی۵۰        | فراری وی۸        |             |            |          | بلژیک ۶    |            |            |              |              |         |               | ر.ن.             | ۰      |
| ۱۹۵۶  | اکیپ گوردینی    | گوردینی تیپ ۱۶     | گوردینی ۶-خطی    |             |            |          |            | فرانسه ۱۱  |            |              |              |         |               | ر.ن.             | ۰      |
| ۱۹۶۱  | آندره پیلت      | امریسان پی         | کلیمکس ۴-خطی     | موناکو      | هلند       | بلژیک    | فرانسه     | بریتانیا   | آلمان      | ابتالیا ع.ص. | آمریکا       |         |               | ر.ن.             | ۰      |
| ۱۹۶۳  | تیم پارنل       | لوتوس ۱۸/۲۱        | کلیمکس ۴-خطی     | موناکو      | بلژیک      | هلند     | فرانسه     | بریتانیا   | آلمان ع.ص. |              |              |         |               | ر.ن.             | ۰      |
| ۱۹۶۳  | آندره پیلت      | لوتوس ۱۸/۲۱        | کلیمکس ۴-خطی     |             |            |          |            |            |            | ایتالیا ع.ص. | آمریکا       | مکزیک   | آفریقای جنوبی | ر.ن.             | ۰      |
| ۱۹۶۴  | اکیپ شیروکو بلژ | شیروکو ۰۲          | کلیمکس وی۸       | موناکو ک.ک. | هلند       | بلژیک ب. | فرانسه     | بریتانیا   | آلمان ع.ص. | اتریش        | ایتالیا ک.ک. | آمریکا  | مکزیک         | ر.ن.             | ۰      |
| منبع: |                 |                    |                  |             |            |          |            |            |            |              |              |         |               |                  |        |

* نشانگر رانندگی مشترک با الی بایول